# Луций Атилий Приск
Лу́ций Ати́лий Приск (лат. Lucius Atilius Priscus; V—IV века до н. э.) — римский политический деятель из плебейского рода Атилиев, военный трибун с консульской властью 399 и 396 годов до н. э. Во время его первого трибуната римляне разбили капенцев и фалисков, пришедших на помощь Вейям; во время второго был назначен диктатор, который взял Вейи.